# Strangways River
Strangways River är ett vattendrag i Australien. Det ligger i territoriet Northern Territory, omkring 420 kilometer sydost om territoriets huvudstad Darwin.
Omgivningarna runt Strangways River är huvudsakligen savann. Trakten runt Strangways River är nära nog obefolkad, med mindre än två invånare per kvadratkilometer. Genomsnittlig årsnederbörd är 893 millimeter. Den regnigaste månaden är mars, med i genomsnitt 202 mm nederbörd, och den torraste är juli, med 1 mm nederbörd.